# Rolls-Royce Silver Spirit
Rolls-Royce Silver Spirit je luxusní sedan vyráběný britskou automobilkou Rolls-Royce v letech 1980–1998. Jeho prodlouženou verzí byl vůz Rolls-Royce Silver Spur.
Sesterskými vozy Rolls-Royce Silver Spirit byly automobily Bentley Mulsanne (1980–1992) a Bentley Turbo R (1985-1997).

## Produkce
| Období    | Model                 | Číslo |
| --------- | --------------------- | ----- |
| 1980-1989 | Silver Spirit         | 8129  |
| 1980-1989 | Silver Spur           | 6238  |
| 1985      | Silver Spur Centenary | 26    |
| 1989-1993 | Silver Spirit II      | 1152  |
| 1989-1993 | Silver Spur II        | 1658  |
| 1993-1994 | Silver Spirit III     | 211   |
| 1993-1994 | Silver Spur III       | 430   |
| 1994-1995 | Flying Spur           | 134   |
| 1995      | Silver Spirit         | 122   |
| 1994-1998 | Silver Dawn           | 237   |
| 1995-1998 | Silver Spur           | 507   |

## Oficiální limuzína
Rolls-Royce postavil speciální vozidla. Tyto limuzíny existovaly:
| Model                             | Období    | Prodloužení | Konverze | Celý výrobní | Britském trhu |
| --------------------------------- | --------- | ----------- | -------- | ------------ | ------------- |
| Rolls-Royce Silver Spur Limousine | 1982-1985 | 36 palec    | 914 mm   | 16           | 1             |
| Rolls-Royce Silver Spur Limousine | 1984-1988 | 42 palec    | 1067 mm  | 84           | 5             |
| Rolls-Royce Silver Spur Limousine | 1984      | 14 palec    | 356 mm   | 1            | 0             |
| Rolls-Royce Touring Limousine     | 1991-1994 | 24 palec    | 610 mm   | 99           | 11            |
| Rolls-Royce Park Ward Limousine   | 1996-1998 | 24 palec    | 610 mm   | 70           | 10            |

## Fotografování

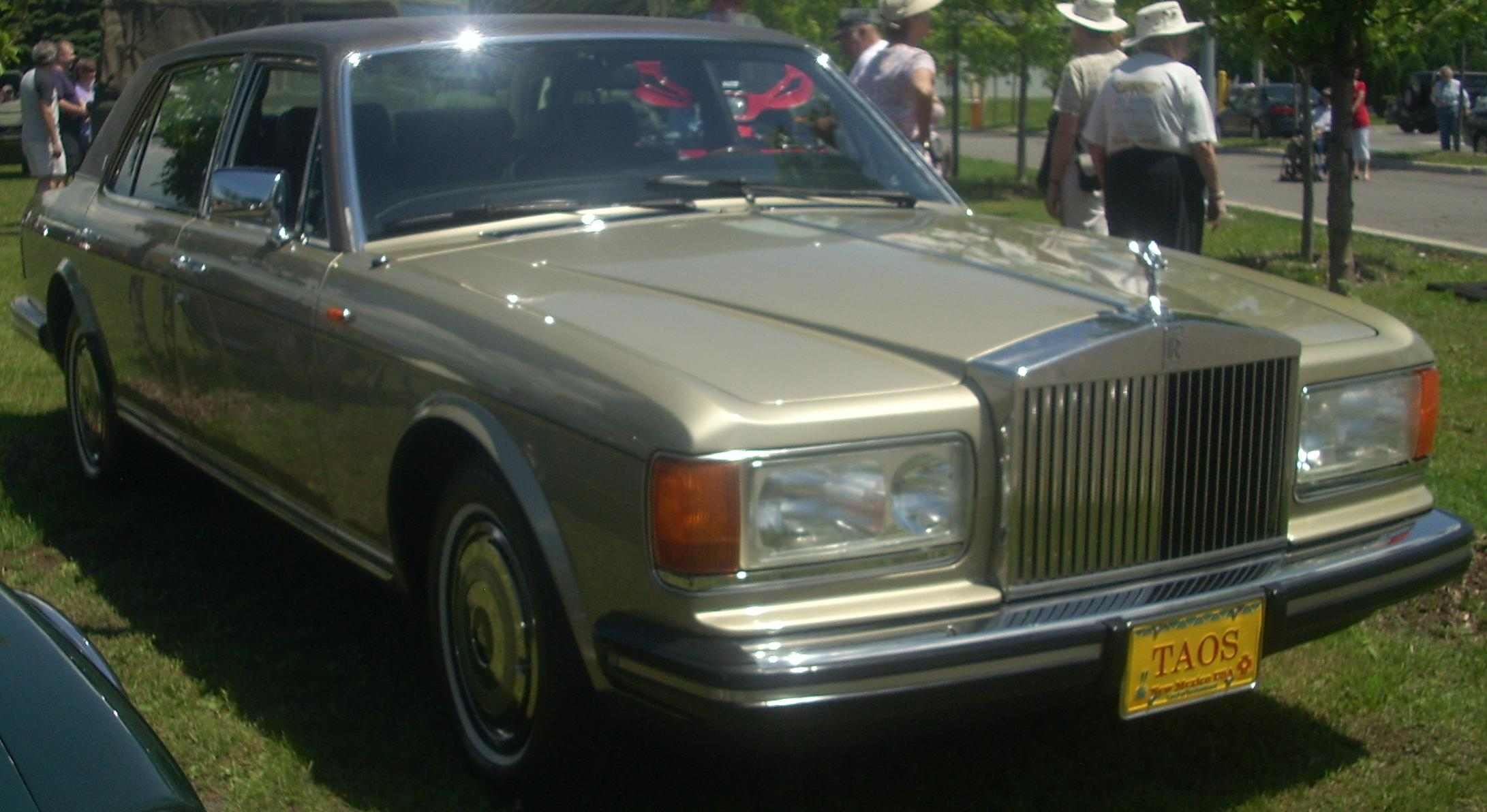
Rolls-Royce Silver Spur (Severní Amerika)
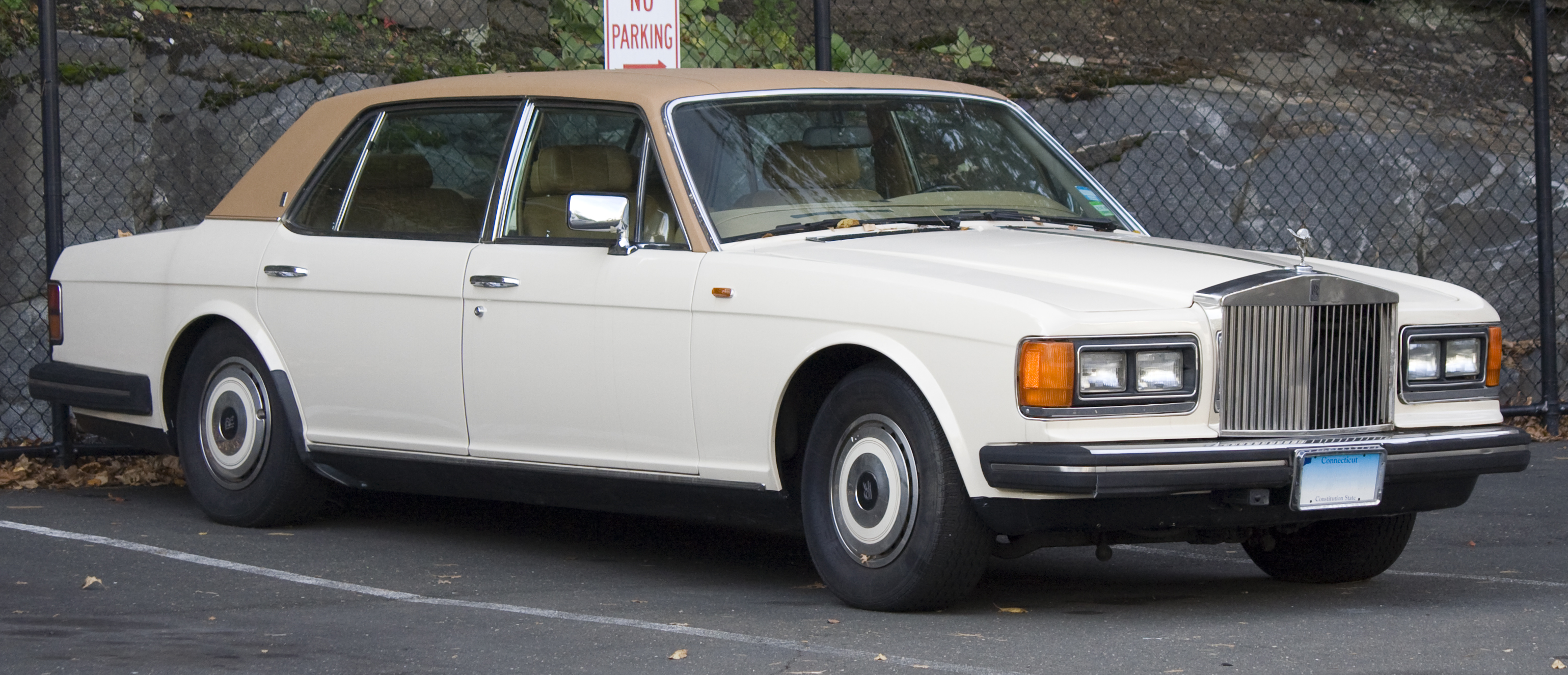
1987 Rolls-Royce Silver Spirit (Severní Amerika)
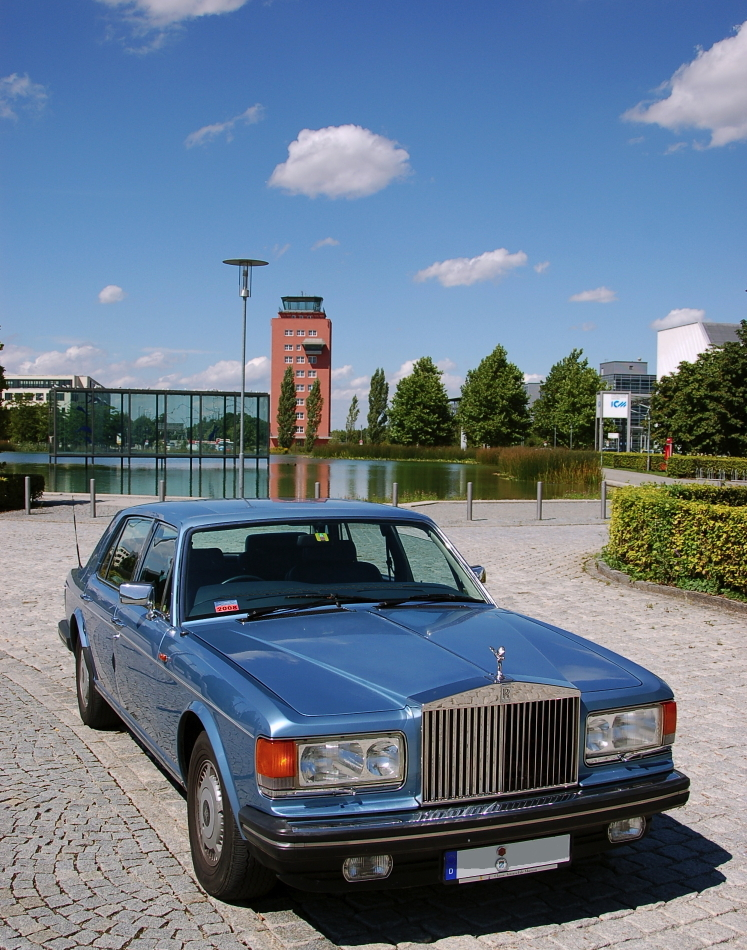
1982 Rolls-Royce Silver Spur (Evropa)
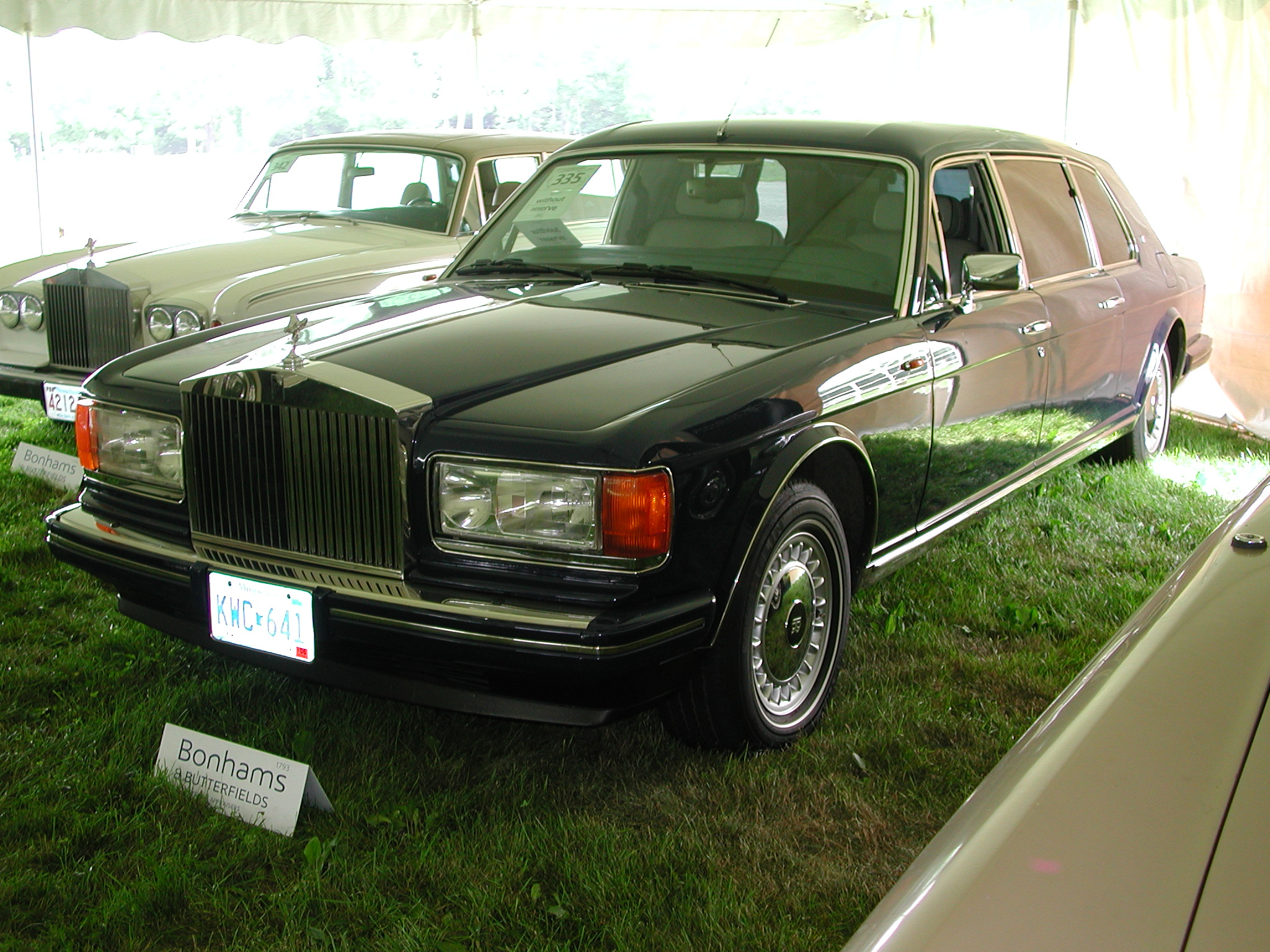
Rolls-Royce Touring Limousine